# Zimny jak głaz (film 2005)
Zimny jak głaz – telewizyjny film kryminalny z 2005 roku na podstawie powieści Roberta Parkera, autora cyklu powieściowego o Jessem Stonie.

## Główne role
- Tom Selleck – Jesse Stone
- Jane Adams – Brianna Lincoln
- Reg Rogers – Andrew Lincoln
- Viola Davis – Molly Crane
- Alexis Dziena – Candace Pennington
- Kohl Sudduth – Luther 'Suitcase' Simpson

## Fabuła
Jesse Stone to były detektyw wydziału zabójstw z Los Angeles, który przenosi się do cichego rybackiego miasteczka w Massachusetts, gdzie przyjmuje funkcję szefa policji. Oddaje się starym nawykom – kobietom i alkoholowi. Gdy miasteczkiem wstrząsa seria zbrodni i zostaje zgwałcona uczennica, Stone zaczyna śledztwo. Niestety, brakuje motywu, dowodów i narzędzia zbrodni...